# Station Turbia
Station Turbia is een spoorwegstation in de Poolse plaats Turbia.